# Gruffydd
Gruffydd, auch Gruffudd, ist ein walisischer Vor- und Familienname.

## Namensträger

### Historische Zeit
- Gruffydd ap Cynan (um 1055–1137), König von Gwynedd
- Gruffydd ap Llywelyn (um 1000–1063), Fürst von Wales
- Gruffydd ap Llywelyn Fawr (um 1200–1244), walisischer Prinz
- Gruffydd ap Rhys († 1137) (um 1090–1137), walisischer Fürst von Deheubarth
- Gruffydd ap Rhys († 1201) (um 1160–1201), walisischer Fürst von Deheubarth
- Gruffydd ap Rhys († nach 1267), walisischer Lord von Senghenydd
- Gruffydd ap Rhys († 1335), walisischer Militär, siehe Gruffydd Llwyd
- Gruffydd ab Rhys († 1584), walisischer Adliger, siehe Griffith Rice
- Gruffydd ap Madog, genannt Gruffydd Maelor I († 1191), Fürst von Powys
- Gruffydd ap Madog, genannt Gruffydd Maelor ap Madog († 1269), Fürst von Powys
- Gruffydd ap Gwenwynwyn († 1286/1287), Lord von Powys
- Gruffydd ap Maredudd († um 1319), Lord von Deheubarth
- Gruffudd ap Nicolas (vor 1400–nach 1456), walisischer Adliger und Staatsmann
- Owain ap Gruffydd, eigentlicher Name von Owain Gwynedd (um 1100–1170), König von Gwynedd
- Owain ap Gruffydd, eigentlicher Name von Owain Cyfeiliog (um 1130–1197), Fürst von Powys Wenwynwyn
- Owain ap Gruffydd († 1236), Lord von Deheubarth
- Owain ap Gruffydd, eigentlicher Name von Owain Goch († um 1282), Fürst von Gwynedd
- Owain ap Gruffydd (um 1355–um 1416), walisischer Nationalheld, siehe Owain Glyndŵr
- Rhys ap Gruffydd (1132–1197), walisischer Fürst von Deheubarth, siehe Lord Rhys
- Rhys ap Gruffydd († 1222), walisischer Lord von Deheubarth, siehe Rhys Ieuanc
- Rhys ap Gruffydd († 1256), walisischer Lord von Senghenydd
- Rhys ap Gruffydd († 1356), walisischer Militär
- Rhys ap Gruffydd FitzUrien (um 1508–1531), walisischer Adliger
- Anarawd ap Gruffydd († 1143), Fürst des walisischen Fürstentums Deheubarth aus der Dinefwr-Dynastie

### Heutige Zeit
- Ioan Gruffudd (* 1973), walisischer Schauspieler
- William John Gruffydd (1881–1954), walisischer Akademiker, Politiker, Dichter, Schriftsteller und Kritiker